# Wasserturm Bad Schwartau
| Wasserturm Bad Schwartau | Wasserturm Bad Schwartau              |
| Wasserturm               | Wasserturm                            |
| Daten                    | Daten                                 |
| ------------------------ | ------------------------------------- |
| Denkmalschutz:           | Seit 1986 eingetragenes Kulturdenkmal |
| Baujahr:                 | 1910                                  |
| Turmhöhe:                | 34 m                                  |
| Nutzhöhe:                | 28 m                                  |
| Behälterart:             | Hängebodenbehälter                    |
| Volumen des Behälters:   | 200 m³                                |
| Stilllegung:             | 1974                                  |
| Ursprüngliche Nutzung:   | Städtische Wasserversorgung           |
| Heutige Nutzung:         | Archiv der Schwartauer Werke          |

Der Wasserturm Bad Schwartau befindet sich in Bad Schwartau in Schleswig-Holstein – nur wenige Meter neben der Autobahn A1. Der Turm steht unter Denkmalschutz und ist eines der Wahrzeichen der Stadt Bad Schwartau.

## Bauwerk
Der 34 m hohe Wasserturm wurde 1910 aus rotem Backstein erbaut. Der Schaft verjüngt sich nach oben. Sein Mauerwerk ist durch wenige schmale, rundbogige Fenster unterbrochen. Nach oben schließt sich ein Kranz von rechteckigen Feldern an, von denen vier ein kleines Fenster enthalten, während die anderen verputzt sind. Das den etwas auskragenden Wassertank umgebende Mauerwerk ist mit eisernem Fachwerk verstärkt. In vier der mittleren Gefache sind schmale Fenster eingesetzt. Nach oben wird der Turm durch ein Kegeldach mit Laterne abgeschlossen, auf das vier kleine Gauben aufgesetzt sind.
Als Reservoir diente ein Hängebodenbehälter mit 200 m³ Fassungsvermögen. Es gab kein Überlaufrohr, nur zwei Rohre verbanden das Wassernetz mit dem Wassertank. Eine Eisentreppe im Innern führte bis zum Tropfboden.

## Geschichtliches zur Wasserversorgung von Bad Schwartau
Schon vor 1900 hatte sich die kleine Gemeinde Schwartau zu einem Luftkurort entwickelt. 1912 wurde sie zur Stadt und 1913 erhielt sie Anerkennung als staatliches Heilbad. Der aufstrebende Ort plante ab 1909 eine zentrale Wasserversorgung einzurichten, was
1910 zur Inbetriebnahme eines Wasserwerks mit Wasserturm führte. Zunächst wurden nur 220 Haushalte versorgt, das Versorgungsnetz wuchs aber kontinuierlich. 1925 gab es schon 500 Hausanschlüsse, 1933 erhöhte sich die Zahl auf 900. Zwei neue Brunnen mussten gebohrt werden, sonst waren keine Erweiterungen nötig, da die Anlage von vornherein sehr großzügig bemessen war.
Nach dem Zweiten Weltkrieg verdoppelte sich die Einwohnerzahl von Bad Schwartau infolge des Zustroms von Flüchtlingen von 8000 auf 16000.
Größere Modernisierungen der Wasserversorgung wurden notwendig. Aber erst 1972 baute die Stadt ein völlig neues Wasserwerk.
2009 umfasst das Rohrnetz 75,9 km mit 4.808 Hausanschlüssen.

## Stilllegung und weitere Nutzung
Das 1972 erbaute neue Wasserwerk verfügte über eine Hydrophoranlage, die einen gleichbleibenden Versorgungsdruck auch ohne Hochbehälter ermöglichte. Damit war der Wasserturm überflüssig und wurde 1974 stillgelegt. Nachdem verschiedene Nutzungsvorhaben gescheitert waren, erwarben die Schwartauer Werke 1986 das Bauwerk, das im selben Jahr unter Denkmalschutz gestellt worden war. Die Firma restaurierte den Turm denkmalgerecht und nutzt die Räumlichkeiten fortan als Archiv.